# Cephalopholis nigri
Cephalopholis nigri är en fiskart som först beskrevs av Günther, 1859.  Cephalopholis nigri ingår i släktet Cephalopholis och familjen havsabborrfiskar. IUCN kategoriserar arten globalt som livskraftig. Inga underarter finns listade i Catalogue of Life.